# Autorretrato (Tintoretto)
Autorretrato é uma pintura de Tintoretto, pintor veneziano da Renascença, que pode ser datada de cerca de 1588. A obra, um autorretrato, foi comprada para Maria Antonieta com o Palácio de Saint-Cloud em 1785. Ela agora é mantida no Museu do Louvre.